# Потулов, Владимир Ипполитович
Владимир Ипполитович Потулов (2 (14) августа 1846, Псков, Российская империя — после 1918, Пенза, РСФСР) — российский государственный деятель, действительный статский советник (1901), городской голова Пензы (1906—1912).

## Биография
В 1864 году окончил 4-ю Московскую гимназию и в 1869 году на правах вольноопределяющегося поступил на службу в Лейб-гвардии Преображенский полк. В 1870 году ему было присвоено офицерское звание.
После выхода в отставку, с 1883 по 1895 год состоял почётным мировым судьёй по Пензенскому округу и, одновременно, с 1890 по 1894 год служил управляющим Беловежским удельным ведомством. Владел частью села Сергиевского Пензенского уезда (632 десятины). В 1900-х состоял членом Пензенского губернского правления, гласным губернского земства, председателем попечительского совета 1-й женской гимназии.
В 1906 году стал единственным за всю историю пензенского городского самоуправления представителем дворянства, который был избран городским головой Пензы (24.06.1906—28.05.1912). За период его управления городом был открыт Свято-Владимирский детский сад, приняты проекты устройства в Пензе трамвая и строительства Народного дома имени Александра II, закладка которого состоялась в 1911 году. Также при нём в 1909 году началось строительство вокзала станции Пенза (Пенза IV) Московско-Казанской железной дороги.
С 1914 по 1915 год служил заведующим хозяйством госпиталя Красного Креста. После революции работал в Пензе делопроизводителем подотдела по борьбе с венерическими болезнями.

## Семья
- Отец — Ипполит Михайлович Потулов, занимал пост вице-губернатора Псковской губернии (5.07.1843 — 3.03.1856), губернатор Оренбургской губернии (3.03.1856 — 14.02.1858).
- Мать — Софья Петровна Потулова, урождённая Львова (8.9.1824 — 24.04.1879), похоронена на Евфросиниевском кладбище в Вильнюсе.
- Брат — Петр Ипполитович (13.08.1841, Псков — 27.04.1912), тайный советник, до 1905 года — председатель Пензенского окружного суда, похоронен в некрополе Спасо-Преображенского монастыря города Пензы.
- Сестра — Вера Ипполитовна (02.02.1845, Псков — 29.09.1918, Пенза), похоронена в некрополе Спасо-Преображенского монастыря города Пензы.
- Жена — Вера Александровна Потулова, урожденная фон Берс (11.10.1848 — 08.05.1908), приходилась двоюродной сестрой жене Л. Н. Толстого — Софье Андреевне Берс (Толстой). Похоронена в некрополе Спасо-Преображенского монастыря города Пензы[3].
  - Сын — Лев Владимирович (1877 — после 1931), бакинский и кутаисский губернатор.
  - Сын — Александр Владимирович (1880—1933)
  - Дочь — Вера Владимировна
  - Дочь — София Владимировна